# Hypocoela abstrusa
Hypocoela abstrusa là một loài bướm đêm trong họ Geometridae.